# Money Longer
 Money Longer  — дебютный сингл американского рэпера Lil Uzi Vert. Он был выпущен 6 февраля 2016 года в качестве ведущего сингла с его четвёртого микстейпа Lil Uzi Vert vs. the World и бонусного трека с Luv Is Rage 2 Japanese Version на лейблах Generation Now и Atlantic Records. Сингл был спродюсирован Maaly Raw и Доном Кэнноном.

## Музыкальное видео
Видеоклип на эту песню был выпущен 8 июля 2016 и имеет 147 миллионов просмотров. Он был срежиссирован Спайком Джорданом.

## Коммерческий успех
«Money Longer» дебютировал под номером 92 в американском чарте Billboard Hot 100 и достиг высшей позиции под номером 54. Песня была 2 раза сертифицирована платиновой Американской ассоциацией звукозаписывающих компаний (RIAA).

## В массовой культуре
В 2018 году песня стала интернет-мемом, в котором используется инструментал песни с усиленным бассом.

## Творческая группа
По данным Genius.
- Lil Uzi Vert — ведущий исполнитель, автор песни
- Maaly Raw[англ.] — продюсер, автор песни
- Дон Кэннон[англ.] — продюсер, автор песни, миксинг
- Лесли Брэтвейт — миксинг
- Кеша Ли — запись, миксинг
- Крис Атенс — мастеринг

## Чарты
| Чарт (2016)                                    | Высшая позиция |
| ---------------------------------------------- | -------------- |
| США (Billboard Hot 100)                        | 54             |
| США (Billboard Hot R&B/Hip-Hop Songs)          | 15             |
| США (Billboard Hot Rap Songs)                  | 9              |
| США (Billboard Rap Streaming Songs)            | 7              |
| США (Billboard Rap Digital Song Sales)         | 16             |
| США (Billboard On-Demand Streaming Songs)      | 37             |
| США (Billboard Hot 100 Reccurents)             | 9              |
| США (Billboard Bubbling Under Hot 100)         | 5              |
| США (Billboard R&B Hip-Hop Digital Song Sales) | 35             |

| Чарт (2016)                           | Позиция |
| ------------------------------------- | ------- |
| США (Billboard Hot R&B/Hip-Hop Songs) | 43      |

| Чарт (2019)      | Позиция |
| ---------------- | ------- |
| Португалия (AFP) | 2892    |

## Сертификации
| Регион | Сертификация  | Продажи   |
| --- | ------------- | --------- |
| США (RIAA) | 2× Платиновый | 2 000 000 |
| * Данные о продажах приведены только на основе сертификации. · ^ Данные о тиражах приведены только на основе сертификации. · Данные о продажах + прослушиваниях приведены только на основе сертификации. |               |           |